# Aterro da Praia Grande

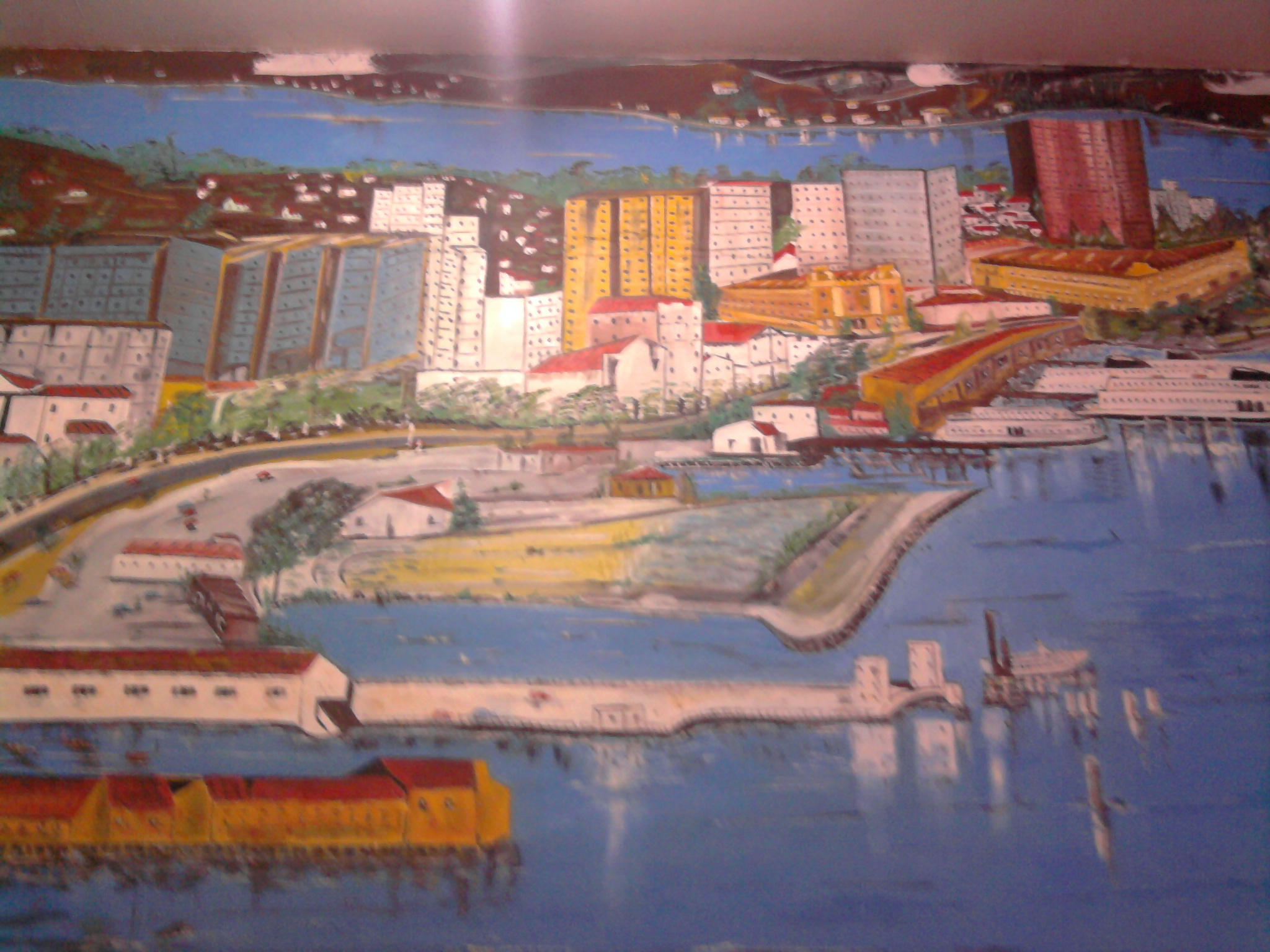
Mural no Mercado São Pedro que retrata a orla do Centro anterior ao Aterro. Na paisagem o antigo mercado ainda à beira-mar, a estação das barcas e o terminal das barcas para automóveis.

Aterro da Praia Grande, como ficou conhecido, é uma área de aterrada na parcela litoral de Niterói dentro da Baía de Guanabara. O Aterro era uma solução consorciada público privada, para criar um território na forma de uma planície que iria do Morro da Armação até o Morro de Gragoatá, marcos geográficos que limitavam a enseada da Praia Grande, principal litoral do Centro, e a Praia Vermelha, litoral dos bairros de Gragoatá e Boa Viagem.
O acordo do governo do estado com a companhia concessionária consistia em que esta realizaria o aterro e a urbanização, seria dona dos terrenos, e destinaria ao estado um percentual de áreas para edifícios públicos e parques.

## Antecedentes históricos
Em 1903, Niterói voltou a ser a capital do estado do Rio de Janeiro (a capital havia sido transferida em 1894 para Petrópolis em razão da Segunda Revolta da Armada [1893-1894), e começaram a ser concebidos planos de urbanização para a cidade que previam desmontes de morros, grandes faixas litorâneas de aterro, além de novos arruamentos e loteamentos. As intervenções na zona citadina da Praia Grande se originaram em 1819 com o plano que criou a Vila Real da Praia Grande (o atual Centro de Niterói) para ser a sede do município recém-criado.
Na década de 1910, foi implantado o conjunto arquitetônico da Praça da República que abrigou os principais prédios públicos e sede de órgãos estaduais, que incluiu o desmonte de morros que possibilitaram o início do aterro do Mangue de São Lourenço, na enseada do mesmo nome, concluído na década de 1920, com a inauguração do Porto de Niterói e de uma grande esplanada urbanizada.
É possível constatar que a maior intervenção no Centro, que deu origem ao aterro da Praia Grande, foi concebida em 1940, quando o presidente Getúlio Vargas assinou o decreto-lei autorizando a prefeitura a executar um plano de urbanização e remodelação da cidade, podendo, para isso, permitir o aterro da faixa litorânea compreendida entre a Ponta da Armação (no bairro da Ponta d'Areia) e a Praia das Flechas (no bairro do Ingá). O prazo para a execução era de 5 anos, que foram sucessivamente prorrogados até a década de 1970.

## Planos e construção
Até 1972, só havia aterrado uma pequena parte, onde está atualmente o shopping center Bay Market. O governo estadual investe com recursos próprios e inicia as obras do Aterro, que entre 1971 e 1974 estiveram a cargo da Companhia de Desenvolvimento e Urbanismo do Estado do Rio de Janeiro, criada pelo governador Raimundo Padilha, desmontando-se o Morro do Gragoatá, para fornecimento de terra para os aterros.
Na área aterrada previa-se a construção de um Teatro Grego, Concha Acústica, Fontes sonoras e luminosas, 'playgrounds', restaurantes turísticos, aquários, praças de esporte, planetário, passarelas, auditórios ao ar livre, um bosque com 15.000 espécies, o Museu Monumento do IV Centenário de Niterói, um Centro Cultural e um Hotel de Convenções no Morro do Gragoatá (único edifício construído).
Com a saída do governo estadual da cidade, com a mudança de capital, Niterói deixou de ser prioridade dos investimentos públicos, após o aterramento as obras de implantação do Parque da Praia Grande sequer foram iniciadas.

### Trecho nunca realizado
As barcas impediram o aterro em sua bacia de manobras, sem que antes a estação fosse transferida para outro local. A beira mar em frente a Praça Arariboia, também sofreria aterramento, contudo, apenas após a transferência da estação das barcas para o local onde hoje se encontra a Praça Popular do Caminho Niemeyer, completando o Aterro da Praia Grande. Por sua vez, o trecho à beira mar da parte do aterro em frente a Praça Arariboia incluiria a construção de uma marina pública.
Porém, o constante adiamento da transferência da estação das barcas, como a própria conclusão do Aterro, fez com que na prática tal iniciativa fosse abandonada, restando uma enseada em frente a Praça Arariboia resultante da incompletude do Aterro da Praia Grande na orla do Centro. 
A consequência é que o Aterro da Praia Grande acabou mesmo atualmente repartido em duas partes, um aterrado sul, atualmente ocupado principalmente por dois campi da Universidade Federal Fluminense (UFF) e o parque da Concha Acústica de Niterói, e o aterrado norte, ocupado principalmente pelo conjunto da praça popular do Caminho Niemeyer, terminal rodoviário urbano, avenidas duplicadas e terrenos disponíveis para construção de torres comerciais, hoje ocupados por estacionamentos.

## Década de 1980

### Os terminais Norte e Sul
No início da década de 1980, o prefeito Moreira Franco (1977-1982), iniciou o inacabado Plano Lerner, com financiamento do Banco Nacional de Habitação. Em 1985, os sucessores da empresa Dahne, Conceição e Cia, que recebera em 1940 o direito de lotear a orla e executar um Plano de Remodelação, que já transmitira os “terrenos de água”, cobraram a emissão de posse fechando um acordo com a Prefeitura, no qual o município ficou com 147 mil m², e eles com o restante, sem pagar o IPTU devido desde 1955. A Prefeitura implantou os Terminais Urbanos Juscelino Kubitschek de Oliveira e Agenor Barcelos Feio, respectivamente chamados de Terminal Norte e Terminal Sul e suprimiu e implantando novas vias e configurando assim, modificação no projeto de arruamento.

### Vila Olímpica
O prefeito Waldenir Bragança (1983-1988) implantou a Vila Olímpica de Niterói, conjunto de quadras descobertas e uma quadra coberta, em parte dos espaços ociosos do trecho norte do aterro. Após ficar muito tempo abandonada, as quadras foram desmontadas e essa área foi ocupada pelo conjunto de edifícios da Praça Popular do Caminho Niemeyer.

### Os campi da UFF
Em 1977, duas grandes áreas da parte sul do Aterro da Praia Grande foram desapropriadas pelo Governo Federal para a construção do Campus da Universidade Federal Fluminense, onde até então as suas várias faculdades estavam dispersas pela cidade - constituindo assim os atuais Campus do Gragoatá e Campus da Praia Vermelha, cujos prédios foram construídos no final da década de 1980 e início de 1990. Ao final da década de 2000 novos prédios dessa universidade foram erguidos nesses dois campi, completando a sua transferência.

## Década de 1990
No início da década de 1990 o Centro e a orla de Niterói até os bairros da Zona Sul, modificadas com o Aterro, encontravam-se em avançado estado de degradação. A Vila Olímpica estava fechada e os terminais urbanos Norte e Sul sucateados e saturados.
Na prefeitura de João Sampaio (1993-1996) deu continuidade ao projeto denominado 'Plano Urbanístico do Aterro Norte', em função do qual a prefeitura promoveu um reparcelamento da área do aterro, permitindo a duplicação da principal avenida do Centro, a Avenida Visconde do Rio Branco e abertura de novas ruas.
Também houve a construção do Terminal Rodoviário Urbano de Niterói (Terminal Rodoviário João Goulart), em substituição aos terminais norte e sul, e do parque da Concha Acústica de Niterói, no bairro de São Domingos.

## Caminho Niemeyer
Na segunda e terceira administração do prefeito Jorge Roberto Silveira (1997-2002) foi concebido o Caminho Niemeyer, e continuado na administração de Godofredo Pinto, originalmente como um conjunto de equipamentos culturais, projetadas pelo arquiteto Oscar Niemeyer, que se estenderiam desde o Museu de Arte Contemporânea de Niterói (MAC) no Mirante da Boa Viagem até o Aterrado Norte no Centro, vizinho Armação da Ponta d'Areia. As sete obras já inauguradas de Oscar Niemeyer fazem da orla de Niterói uma sucessão de cartões-postais e um dos conjuntos arquitetônicos mais conhecidos no mundo.
Onde se localizava a Vila Olímpica, no aterrado norte, trecho mais degradado, foi implantando um conjunto de edifícios que formariam uma Praça Popular do Caminho Niemeyer, composto atualmente pelo Memorial Roberto Silveira, Teatro Popular de Niterói, Fundação Oscar Niemeyer. Contudo, ainda há grande área vazia, formada por vários quarteirões às margens da Avenida Visconde do Rio Branco, prontos para edificação, mas sob forte especulação imobiliária.
No trecho sul do Aterro, há a Praça JK, no local do antigo Terminal Sul, e o Museu Petrobras de Cinema, em um terreno vazio em frente ao campus da UFF do Gragoatá. Também houve a construção do MAC, do Maquinho (Módulo de Ação Comunitária), na Boa Viagem, e de uma Estação das Barcas em Charitas.

## Novos projetos para orla do Centro
A nova administração da Prefeitura de Niterói (Rodrigo Neves, 2013-2017) anunciou que por meio de parceria público-privada pretende realizar novo projeto de revitalização do Centro da cidade, especialmente a área de orla e do aterro. Liberando os quarteirões vazios no aterrado norte para construção de grandes torres comerciais, como pretendeu as administrações municipais Jorge Roberto Silveira e Godofredo Pinto. 
Inclui também a construção de um terminal multimodal de passageiros, como mais um prédio do Caminho Niemeyer, com estação da linha 3 do metrô, e substituindo à estação Arariboia das barcas e o Terminal João Goulart, e a reforma completa da Praça Arariboia, com implantação de uma esplanada paisagística e a instalação de uma marina pública, similar a Marina da Glória.
Na área do aterrado norte que contém uma precária vila de pescadores artesanais e um estaleiro naval desativado, seria incorporados ao Caminho Niemeyer, com a construção ali de um centro de convenções projetado por Oscar Niemeyer, mas em parte dessa área também abrigaria um novo mercado de peixes e frutos do mar e um entreposto pesqueiro, ambos com perfil turístico.